# سوناتة

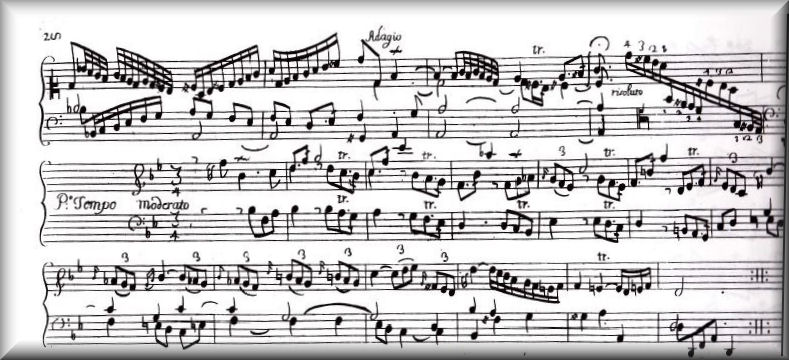
سوناتة (قالب موسيقي)

السُّوناتة أو الصوناتا أو السُّناتا هي قالب موسيقي يحوي ثلاث أقسام رئيسية: العرض التفاعل المرجع. 
هنالك فرق بين ما يسمى قالب السوناتة، وبين السوناتة نفسها التي تعني قطعة موسيقية مكتوبة لآلة (سوناتة للبيانو المنفرد) أو آلتين (سوناتة للكمان والبيانو، سوناتة للفلوت والبيانو، سوناتة للكمان والجيتار....) من عدة حركات بالترتيب (سريع، بطيء، متوسط السرعة، سريع).
الكلمة مأخوذة من الكلمة الإيطالية sonare والتي تعني إصدار الصوت من آلة موسيقية. كمقابل لكلمة cantata والتي تعني الغناء بالصوت البشري.
أول قطعة بعنوان السوناتة كتبت في عام 1561 لآلة الفلوت كجزء من مجموعة رقصات. لاحقا في القرن السابع عشر ارتبطت بموسيقا الحجرة الإيطالية (السوناتة الكنسية وسوناتة الحجرة)، تحت تأثير المؤلف العظيم كوريللي الذي كرس هذان النوعان من الأعمال (sonata da chiesa ، sonata da camera)، السوناتة الكنسية (كانت تؤدى في الكنيسة خارج أوقات الصلاة والمراسم الدينية) كانت من أربع حركات بالترتيب التالي (بطيء، سريع، بطيء، سريع) تؤديها غالبا أربع آلات (كمانين تشيللو والأورچن) الحركة السريعة فيها كانت على الأغلب بقالب الفوچ، الحركة الأخيرة ابسط وأقل كونتربنتية. سوناتة الحجرة كانت تؤدى في الصالونات وقصور الأمراء، بدلا من آلة الأورچن المرتبطة بالكنيسة ترافق الكمانين والتشيللو آلة الكلافيسان، الحركات مرتبطة بالموسيقا الحياتية اليومية رقصاتها وأغانيها، مما يعطيها مزاجا أقل جدية من السوناتة الكنسية. هذه البنية جعلتها قريبة من السويت أو البارتيتا (عمليا لم يكن هناك فرق في القرن السابع عشر بين كلمة سوناتة وسويت).
أولى السوناتة المكتوبة للبيانو المنفرد (في ذلك الوقت كان لا يزال كلافيسان الآلة السابقة للبيانو كما نعرفه الآن) كانت بدايات القرن الثامن عشر على يد كل من كوهلاو ولاحقا دومينيك سكارلاتي. هذه الأعمال كانت مكتوبة كحركة واحدة من جزئين مبنيين على فكرة واحدة (ثيمة موسيقية واحدة). سكارلاتي كتب أكثر من 600 عمل من هذا النوع. تطورت لاحقا في نهاية عصر الباروك وبداية الكلاسيكية على يد الكثيرين من أهمهم كارل فيليب إيمانويل باخ (وهو أبن المؤلف العظيم يوهان سيباستيان باخ)، الذي كتب أكثر من سبعين عملا من هذا النوع لآلة البيانو نجد فيها تطورا ومضمونا دراماتيكيا أكثر من سوناتات سكارلاتي. 
في العصر اللاحق الكلاسيكي (1750 - 1800) تطور القالب بشكل كبير على يد أكبر مؤلفي تلك الفترة (جوزيف هايدن) الذي أعطاها شكلها الذي بقي معتمدا حتى العصر الحديث. 
ليصبح عملا من عدة حركات (الأولى السريعة بقالب السوناتة ألليچرو، حركة ثانية بطيئة متأملة، الحركة الثالثة مينويت (رقصة ثلاثية الإيقاع) أو سكيرتسو (مزحة)، الحركة الأخيرة سريعة مندفعة.
الحركة الأولى (التي بقالب السوناتة) مبدأ كتابتها هو على الشكل التالي:
المقدمة التي تكون غالبا بطيئة.
العرض: نسمع فيه اللحن الأساسي بالسلم الأساسي. اللحن الثانوي المتباين والمغاير للحن الأساسي بالمزاج وبالسلم (غالبا سلم الدومينانت). اللحن الختامي.
التفاعل: فيه المؤلف يعرض الألحان من دون ترتيب ينقلها بين السلالم يجزئها ويفاعلها مع بعضها إلى أن يصل بها إلى الذروة الموسيقية. 
المرجع: فيه نسمع ألحان العرض (الأساسي، الثانوي، الختامي) بالسلم الأساسي للعمل.
الحركة الثانية والثالثة: غالبا تكتب بقالب ثلاثي. الحركة الرابعة تكتب غالبا بقالب الروندو.
ترتبط السوناتة في أذهان جماهير الموسيقى بالشكل الذي وصلت إليه في مؤلفات عظماء الكلاسيكية في النصف الثاني من القرن الثامن عشر وعلى رأسهم هايدن وموتسارت وبتهوفن.. فقد كتب كل من هؤلاء العباقرة عددا كبيراًمن روائع التراث الموسيقي في قالب السوناته وأيضا تحت اسم» سوناته «إلا أن هذا القالب العظيم قد مر بتاريخ طويل من التـطـور حـتـى وصل إلى الشكل الذي يرتبط في أذهاننا.

## أصل التسمية
كلمة سوناتة Sonataمشتقة من اللاتينية وأصلهـا ((Sonareأي (يسمع) أو (ما يعزف ويتغنى)، وقد التصقت التسمية بالمقطوعات التي تعزف بالآلات الموسيقية في مقابل النوعية الثانية من الموسيقـى وهـي الـتـي كـانـت تـغـنـى بالصوت البشري وتسمى»كانتاتا «وهي مشتقة أيضا من اللاتينية وأصلها Contareبمعنى (ما يغنى) بالصوت البشري.

## تطور السوناتة
تطورت السوناته لتصبح أهم القوالب الموسيقية علـى الإطـلاق، فـهـي ذات قـالـب يـشـتـمـل عـلـى الـعـرض والتفاعل وإعادة العرض والختام، ويشتمل على الحوار والدراما ب المقامات وجزئيات الألحان وتفاعلها ودراستها، ولذلك فقد أصبحت الحركة الأولى في كل من السمفونية والكونشرتو والرباعي الوتري، بل وسـائـر الأعـمـال الموسيقية الكبرى الأخرى مثل الافتتاحية وسائر أشكال موسيقى الحجرة (الثلاثي-الرباعي-الخماسي-السـداسـي.. الـخ) أصـبـحـت تـكـتـب مـن قـالـب السوناته. وهنا يجب علينا أن نفرق ب» قالب السونـاتـه«وبـ الـسـونـاتـه كمقطوعة موسيقية مستقلة تستخدم» قالب السوناته«أيضا في حـركـتـهـا الأولى. فالسمفونية مثلا وعلى وجه الخصوص» السمفونية الكلاسيكية«هي عبارة عن سوناته مكتوبة للأوركسترا الكامل، بينـمـا الـسـونـاتـه تـكـتـب بوجه عام لآلة البيانو، وكانت قبل وجود البيانو تكتب للآلات ذات لـوحـات المفاتيح مثل الكلافيكورد-الهاربسيكورد وهي التي تطور عنها البيانـو قـبـل منتصف القرن الثامن عشر.
كتب بتهوفن 23 سوناته شهيرة قال عنها النقاد أنها كانت كافية لتخليد بتهوفن وجيده حتى لو لم يكتب في حياته غيرها. والسوناته تتكـون مـن ثلاثة حركات في أغلب الأحيان، وتوجد بعض الأعمال الشهيرة من أربعـة حركات، وعدد أقل من حركت. وهي تكتب أساسا لآلة البيـانـو ومـنـهـا مـايكتب لآلت يكون البيانو أحدهما. فمثلا توجد سوناتات للبيانو والفيولينة، وأخرى للتشيلو والبيانو وأخرى للكلارينيت والبيانو. ويكون البيانو رئيسيافي السوناته دائما لأنه الآلة الوحيدة التي تتمكن من عزف الموسيقى كاملة بألحانها وهارمونياتها، أو القادرة على عزف ثلاثة خطوط لحنية (بوليفونية) أو أربعة أو أكثر في نفس الوقت بينما تعجز آلات الأوركسترا جميـعـا عـن عـزف أكـثـر مـن صـوت واحـد فـي نـفـس الـوقـت بـاسـتـثـنـاء الآلات الـوتـريـة وبتحفظات كبيرة.
يتمكن البيانو أيضا وحده من عزف نغمات متعددة في مساحة صوتية كبيرة جدا تشتمل على مساحة جمـيـع الآلات المـوسـيـقـيـة الحـادة الـطـبـقـة والغليظة الطبقة على السواء. ولقد حافظت السوناته حتى ما بعد منتصف القرن التاسع عشر على القيم العلمية للتأليف الموسيقي في هـذا الـقـالـب الرصين ولم يتطرف مؤلفوها في التحرر من قيودها العلمية إلا قليلا، وهي لذلك لم تستعرض في نماذج كثيرة الإمكانيات الرومنتيكية التي تقدم براعة العزف المـهـولـة» فـيـريـتـوز و «Virtuosityعـلـى الـبـنـاء المـوسـيـقـي الـرصين.
واستعراض الأداء هو البراعة التي كانت تخرج بالصنعة الموسيقية من قيود القوالب إلى مظاهر الاستعراض الفردي في الأداء. لذلك ظل هـذا الـنـوع من المؤلفات أكثر من غيره محتفظا بقيم الكلاسيكية في صنعـة الـتـألـيـف دون صنعة الأداء وبوضوح أكثر، لم تضح السوناته بالمؤلف من أجل العازف، بل أصبح العازف دائما في خدمة الكتابة المـوسـيـقـيـة الـتـي تـسـجـل تـاريـخ الفكر والخيال والإلهام الموسيقي.
سمي قالب السوناته باسم» قالب الحركة الأولى«خاصة عند استعماله في الحركة الأولى للمؤلفات الاوركسترالية، وسمي أيضا» قالب السونـاتـهالسريع«نظرا لأن الحركة الأولـى تـكـون سـريـعـة Allegroفي حركتـهـا (فـي الزمن)، أما الحركة الثانية في السوناته فهي (كما هو الحال في السمفونية والكونشرتو وأغلب المؤلفات الكبرى التي تـشـتـمـل عـلـى حـركـتـين أو أكثر)بطيئة وغنائية الطابع وكثيرا ما تكون في قالب الأغنية الرفيعة) Liedالليد)،
أما الحركة الثالثة والأخيرة فتكون عادة سريعة وبراقة وذات صيغة تعرف بالروندو Rondoوبالتحديد» الروندو سوناته«، نسبة إلى استخـدام صـيـغـة الروندو في أعمال السوناتة.
لا تخلو مناهج لآلة موسيقية على الإطلاق مـن أعـمـال الـسـونـاتـه، أما البيانو فإنه الآلة التي لا يستمتـع بـهـا أحـد دون أن يـعـزف أو يـسـتـمـع إلـى مؤلفات السوناته، تلك ا ؤلفات التي احتفظت بقيمـهـا اكـثـر مـن أي قـالـب موسيقي آخر، ففي الموسيقى المعاصرة نجـد أيـضـا الـسـونـاتـات فـي صـور جديدة تختلف كثيرا عن السوناته الكلاسيكية المجيدة، ولكنها تحتفظ مع ذلك ببصمات التراث العظيم في الوقت الذي نجد فيـه الـقـوالـب الأخـرى مثل الافتتاحية والسمفونية والكونشرتو قد اتخذت مسارات تجريبية شديدة البعد عن جذورها العريقة.

## سوناتات مشهورة

### سوناتات عصر الباروك (بين عامي 1600 و1760)
- يوهان سيباستيان باخ
  - سوناتة للكمان المنفرد (بي دبيلو في 1001 و1003 و1005)
  - سوناتات الفلوت والكنتينيوو (بي دبليو في 1034 و1035)
  - سوناتات ثلاثية: للأرغن (بي دبليو في 525 حتى 530)؛ للكمان والهاربسيكورد (بي دبليو في 1014 حتى 1019)؛ لفيولا دا جامبا والهاربسيكورد (بي دبليو في 1027حتى 1029)؛ للفلوت والهاربسيكورد (بي دبليو في 1030 و1032)؛ للفلوت والكمان والكنتينيو.
- هاينريش إجناز فرانز بيبر
  - سوناتات المسبحة
- جورج فريدريك هاندل
  - سوناتة للكمان والكنتينيوو في مفتاح دي ميجور (إتش دبليو في 371)
- جوزيبي تارتيني
  - سوناتة ديفل تريل

### العصر الكلاسيكي (بين عامي 1760 1830)
- فولفغانغ أماديوس موزارت
  - سوناتة البيانو رقم 8 في مفتاح إيه ماينور (كاي 310)
  - سوناتة البيانو رقم 11 في مفتاح إيه ميجور (كاي 331/300 آي)
  - سوناتة البيانو رقم 12 في مفتاح إف ميجور (كاي 332)
  - سوناتة البيانو رقم 13 في مفتاح بي فلات ميجور (كاي 333)
  - سوناتة البيانو رقم 14 في مفتاح سي ماينور (كاي 457)
  - سوناتة البيانو رقم 15 في مفتاح إف ميجور (كاي 533/494)
  - سوناتة البيانو رقم 16 في مفتاح سي ميجور (كاي 545)
  - سوناتة في مفتاح إيه للكمان وآلة المفاتيح (كاي 526)
- فرانز جوزيف هايدن
  - سوناتة رقم 1 في مفتاح سي ميجور - سوناتة البيانو رقم 62
- فرانز شوبرت
  - سوناتة في C ماينور، دي 958
  - سوناتة في إيه ماجور دي 959
  - سوناتة في بي فلات ميجور، دي 960.

### العصر الرومانسي (بين عامي 1795 و1900)
- لودفيج فان بيتهوفن
  - سوناتة البيانو رقم 8 «باثيتيك»
  - سوناتة البيانو رقم 14 «موون لايت»
  - سوناتة البيانو رقم 17 «تيمبست»
  - سوناتة البيانو رقم 19 «ليكته»
  - سوناتة البيانو رقم 21 «فالدشتاين»
  - سوناتة البيانو رقم 23 «أباسيوناتا»
  - سوناتة البيانو رقم 29 «هامركلافير»
  - سوناتة البيانو رقم 32 في مفتاح سي ماينور، أوب. 111
  - سوناتة الكمان رقم 5 «سبرينج»
  - سوناتة الكمان رقم 9 «كروتزر»
  - سوناتة التشيلو رقم 1 في مفتاح إف ميجور أوب. 5
  - سوناتة التشيلو رقم 2 في مفتاح جي ماينور أوب.5
  - سوناتة التشيلو رقم 3 في مفتاح إيه ميجور أوب. 69
- يوهانس برامز
  - سوناتة التشيلو رقم 1
  - سوناتة الكلارينيت رقم 1 ورقم 2
  - سوناتة الكمان رقم 1
  - سوناتة الكمان رقم 2
  - سوناتة الكمان رقم 3
- فريديريك شوبان
  - سوناتة البيانو رقم 2 في مفتاح بي فلات ماينور
  - سوناتة البيانو رقم 3 في مفتاح بي ماينور
- بول دوكاس
  - سوناتة البيانو في مفتاح إي فلات ماينور (1900)
- جورج انيسكو
  - سوناتة رقم 1 للكمان والبيانو في متاح دي ميجور، أوب. 2 (1897)
  - سوناتة رقم 2 للكمان والبيانو في مفتاح إف ماينور، أوب. 6 (1899)
- إدوارد جريج
  - ثلاث سوناتات للكمان والبيانو
- فرانز ليزت
  - سوناتة دانتي
  - سوناتة في مفتاح بي ماينور
- روبرت شومان
  - سوناتة الكمان رقم 1 في إيه ماينور، أوب. 105

### القرن العشرين والعصر الحالي (بين عام 1910 والوقت الحاضر)
- صموئيل باربر
  - سوناتة التشيلو أوب. 6
  - سوناتة البيانو أوب. 26 (1949)
- جان باراكيه
  - سوناتة البيانو (بين عامي 1950 و1952)
- بيلا بارتوك
  - سوناتة للبيانو وآلة القرع
  - سوناتة البيانو (1926)
  - سوناتة للكمان المنفرد
  - سوناتة رقم 1 للكمان والبيانو
  - سوناتة رقم 2 للكمان والبيانو
- ألبان بيرج
  - سوناتة البيانو، أوب. 1
- ليونارد برنشتاين
  - سوناتة للكلارينيت والبيانو
- بيار بوليز
  - سوناتة البيانو رقم 1
  - سوناتة البيانو رقم 2
  - سوناتة البيانو رقم 3
- بنيامين بريتن
  - سوناتة للتشيلو والبيانو، أوب. 65
- جون كيج
  - سوناتة للكلارينيت للمنفرد
  - سوناتات وأنترلود للبيانو المُعدل (بين عامي 1964 و1948)
- كلود ديبوسي
  - سوناتة رقم 1 للتشيلو والبيانو (1915)
  - سوناتة رقم 2 للفلوت والفيولا والهارب (1915)
  - سوناتة رقم 3 للكمان والبيانو (بين عامي 1916 و1917).
- جورج انيسكو
  - سوناتة رقم 3 للكمان والبيانو، في مفتاح إيه ماينور، أوب. 25 (1926)
  - سوناتة رقم 2 للتشيلو والبيانو في مفتاح سي ميجور، أوب. 26، رقم 2 (1935)
  - سوناتة البيانو رقم 1 في مفتاح إف شارب ماينور، أوب. 24، رقم 1 (1924)
  - سوناتة البيانو رقم 3 في مفتاح دي ميجور، أوب. 24، رقم 3 (بين عامي 1933 و1935)
- كاريل جوييفارتس
  - سوناتة لآلتي بيانو، أوب. 1
- هانز فيرنر هينز
  - موسيقى الشتاء الملكية، سوناتة الجيتار رقم 1 و2
- بول هندميث
  - سوناتة للفيولا والبيانو، أوب. 11، رقم 4 (1919)
- تشارلز آيفز
  - سوناتة البيانو رقم 2، كونكورد، ماس. 1840 -60
- ليوش ياناتشيك
  - 1. إكس. 1905 (سوناتة ياناتشيك للبيانو)
- بين جونستون
  - سوناتة الميكروتونال بيانو
- جيورجي ليجيتي
  - سوناتة التشيلو المنفرد (1948/1953)
- داريوس ميلود
  - سوناتة للفلوت والأوبو والكلارينيت والبيانو، أوب. 47 (1918)
- سيرجي بروكوفييف
  - سوناتات البيانو (1904، و1907، و1907، وبين عامي 1907 و1908، و1908، وبين عامي 1908 و1909)
  - سوناتة البيانو رقم 1 في مفتاح إف ماينور، أوب. 1 (بين عامي 1907 و1909)
  - سوناتة البيانو رقم 2 في مفتاح دي ماينور، أوب. 14 (1912)
  - سوناتة البيانو رقم 3 في مفتاح إيه ماينور، أوب. 28 (بين عامي 1907 و1917)
  - سوناتة البيانو رقم 4 في مفتاح سي ماينور، أوب. 29 (1917)
  - سوناتة البيانو رقم 5 في مفتاح سي ميجور (النسخة الأصلية)، أوب. 38 (1923)
  - سوناتة الكمان رقم 1 في مفتاح إف ماينور، أوب. 80 (بين عامي 1938 و1946)
  - سوناتة البيانو رقم 6 في مفتاح إيه ميجور، أوب. 82 (بين عامي 1939 و1942)
  - سوناتة البيانو رقم 7 في مفتاح بي فلات ميجور، ستالينغراد، أوب. 83 (بين عامي 1939 و1942)
  - سوناتة البيانو رقم 8 في مفتاح بي فلات ميجور، أوب. 84 (بين عامي 1939 و1944)
  - سوناتة الفلوت في مفتاح دي ميجور، أوب. 94 (1943)
  - سوناتة الكمان رقم 2 في مفتاح دي ميجور، أوب. 94 (1943)
  - سوناتة البيانو رقم 9 في مفتاح سي ميجور، أوب. 103 (1947)
  - سوناتة للكمان المنفرد في مفتاح دي ميجور، أوب. 115
  - سوناتة التشيلو في مفتاح سي ميجور، أوب. 119
  - سوناتة التشيلو المنفرد في مفتاح سي شارب ماينور، أوب. 133
  - سوناتة البيانو رقم 5 في مفتاح سي ميجور (نسخة منقحة)، أوب. 135 (بين عامي 1952 و1953)
- سيرجي رخمانينوف
  - سوناتة البيانو رقم 2 في مفتاح بي فلات ماينور، أوب. 36 (1913، النسخة المنقحة في عام 1931)
  - سوناتة للتشيلو والبيانو في مفتاح جي ماينور، أوب. 19 (1901)
- ألكسندر سكرابين
  - سوناتة البيانو رقم 2 (سوناتة فانتسي)
  - سوناتة البيانو رقم 3
  - سوناتة البيانو رقم 4
  - سوناتة البيانو رقم 5
  - سوناتة البيانو رقم 6
  - سوناتة البيانو رقم 7 «وايت ماس»
  - سوناتة البيانو رقم 8
  - سوناتة البيانو رقم 9 «بلاك ماس»
  - سوناتة البيانو رقم 10
- إيغور سترافينسكي
  - سوناتة البيانو (1943)
- أوجين إيساييه 
  - ستة سوناتات للكمان المنفرد (1923)